# Moje Serrander
Mauritz (Moje) Serrander, född 11 juni 1883 i Gävle, död 21 april 1933 i Stockholm, var en svensk väg- och vattenbyggare.
Moje Serrander var son till redaktören Johan Otto Mauritz Serrander. Efter mogenhetsexamen i Gävle 1901 genomgick han 1901–1905 Tekniska högskolans fackavdelning för väg- och vattenbyggnad. Han var ingenjör vid AB Vattenbyggnadsbyrån i Stockholm 1906–1915 (därunder assistent i vattenbyggnad vid Tekniska högskolan 1907–1908), teknisk assistent hos disponenten vid Stora Kopparbergs bergslags AB och chef för bolagets kraftförvaltning 1915–1925 samt VD för Hammarforsens kraftaktiebolag och Sikfors kraftaktiebolag från 1925 till sin död, från 1930 även för Wii elektriska AB i Sundsvall. Han blev VD för Dalälvens regleringsförening 1916 och för Indalsälvens regleringsförening 1926. Han behöll bägge posterna till sin död. Dessutom tillhörde han styrelserna för ytterligare ett antal företag och sammanslutningar inom kraftförsörjningsbranschen. Serrander genomgick militärkurs för inträde i Väg- och vattenbyggnadskåren 1905. Han blev löjtnant där 1911 och major 1929. Serrander företog en lång rad studieresor till olika delar av Europa. Han ledde utbyggandet av bland annat Forshuvudforsens kraftverk i Dalälven för Stora Kopparbergs bergslags AB och Hammarforsens kraftverk i Indalsälven. Betydelsefulla resultat nådde han även inom Dalälvens regleringsförening, som under hans direktörstid genomförde ett flertal sjöregleringar, framför allt av Siljan 1926. Han utövade ett omfattande författarskap inom sitt fack, anlitades upprepade gånger för sakkunniguppdrag samt innehade förtroendeposter inom Svenska vattenkraftföreningen, där han var styrelseledamot 1926–1933 varav 1928–1933 som andre vice ordförande. Han var även styrelseledamot i Svenska teknologföreningen. Åren 1919–1925 var han stadsfullmäktig i Falun. Serrander är begravd på Gamla kyrkogården i Gävle.